# پاولوو باس
پاولوو باس (روسی: Павловский автобус) شرکت اتوبوس‌سازی روسی است، که در سال ۱۹۳۲ تأسیس شد.